# Ньюгарден, Джозеф
Джозеф Николай Ньюгарден (англ. Josef Nicolai Newgarden; род. 2 декабря 1990 года в городе Хендерсонвилл, Теннесси, США) — американский автогонщик, в текущий момент выступающий в IndyCar Series. Двукратный чемпион IndyCar Series — в 2017 году и в 2019 году, чемпион Indy Lights в 2011 году, двукратный победитель «500 миль Индианаполиса» в 2023 году и в 2024 году, а также «24 часов Дейтоны» в 2024 году.

## Карьера

### Картинг
Джозеф начал заниматься картингом в 13-летнем возрасте. Выиграл множество картинговых гонок и различных титулов, включая чемпионаты мира TAG в классе Junior в 2005 и в 2006 годах. Принимал участие в картинговых гонках вплоть до 2009 года.

### Низшие формулы
Джозеф начал свою карьеру в формульных гонках в 2006 году, приняв участие в Южной Региональной Серии Skip Barber, где занял второе место. В следующем году участвовал в Национальной Серии Skip Barber, заняв 6-е место, а в 2008 году в этой же серии занял 2-е место.
В 2009 году переехал из США в Великобританию для участия в Британской Формуле-Форд. По итогу сезона занял в ней 2-е место. Также в этом же году принял участие в Formula Palmer Audi на этапе в Брендс-Хэтч, выиграв две гонки из трёх.

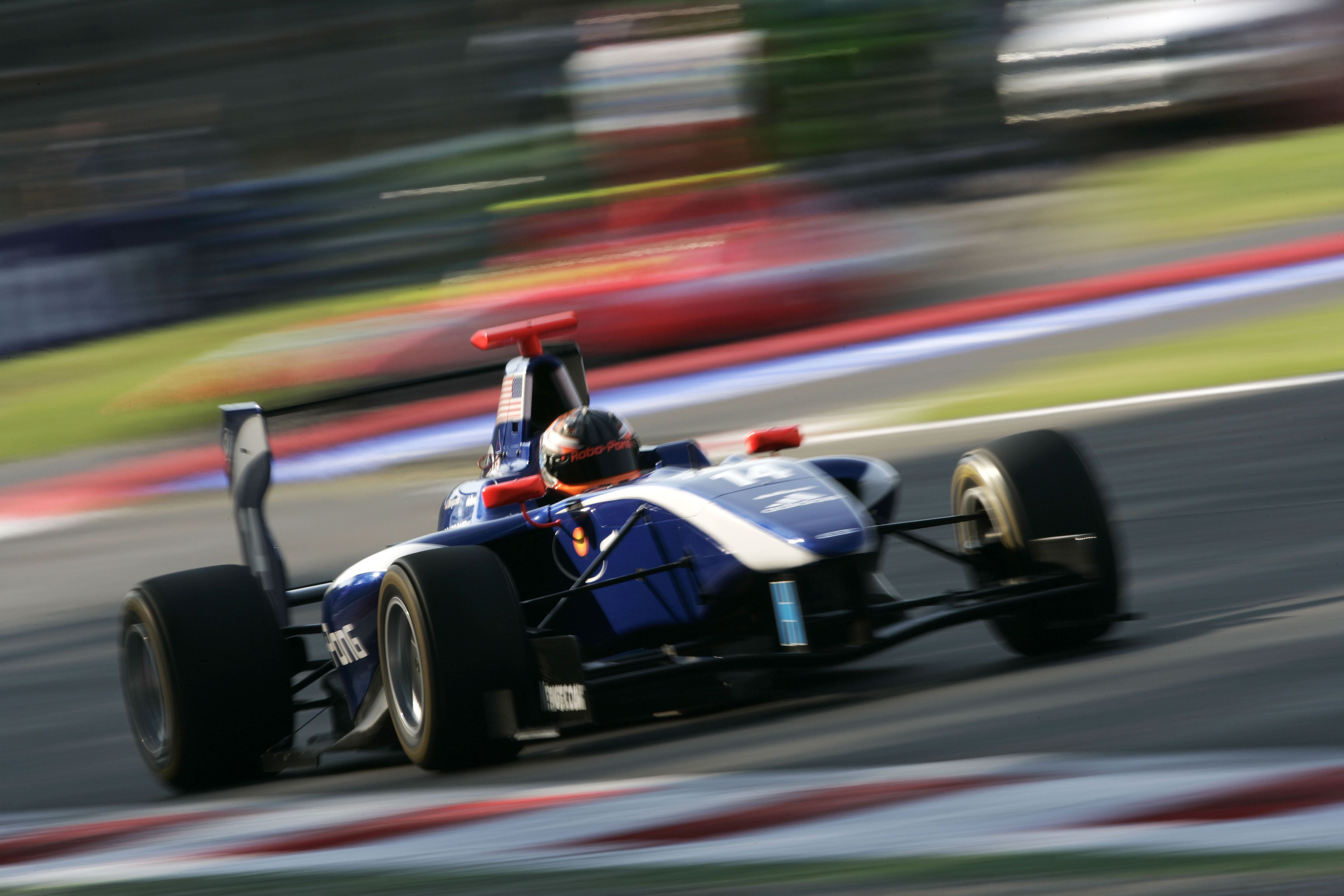
Джозеф за рулем болида GP3 в 2010 году

В 2010 году участвовал в GP3, в чемпионате гонок поддержки Формулы-1, в составе команды Carlin Racing Team. В течение сезона завоевал одну поул-позицию с лучшим финишем в гонке на пятом месте и завершил сезон на 18-м месте.

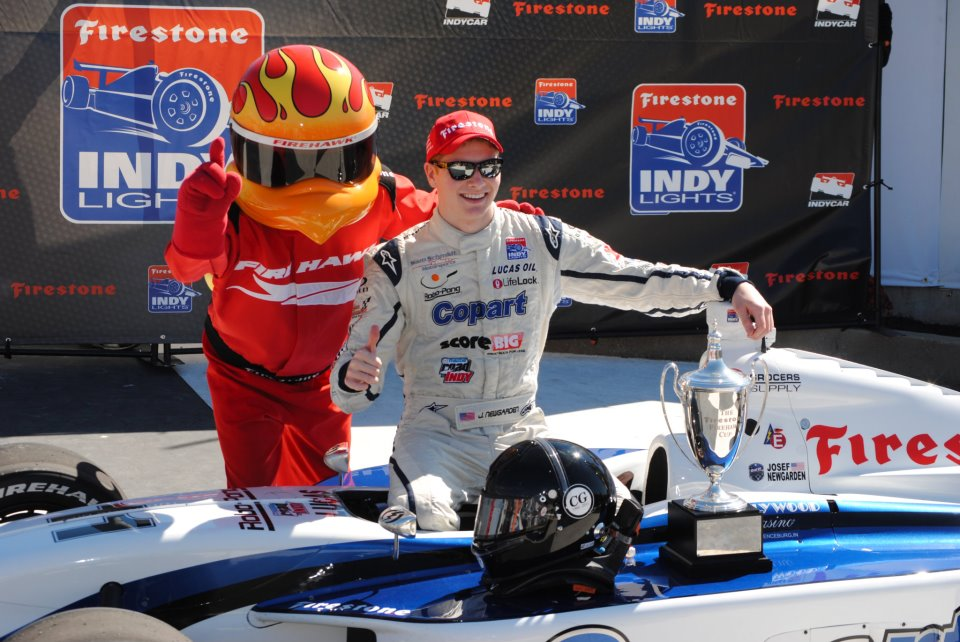
Джозеф празднует победу в чемпионате Indy Lights

В 2011 году вернулся в США выступать в чемпионате Indy Lights в составе команды Sam Schmidt Motorsports. Выиграл первую гонку в сезоне на уличной трассе в Сент-Питерсберге. Одержав в сезоне 5 побед и 10 раз поднявшись на подиум, Джозеф стал чемпионом.

### IndyCar Series

#### Sarah Fisher Hartman Racing (2012—2014)
7 декабря 2011 года было объявлено, что Джозеф дебютирует в IndyCar Series в 2012 году в составе команды Sarah Fisher Hartman Racing, подписав с командой трёхлетний контракт. В первой гонке в Сент-Питерсберге финишировал на 11-й позиции. За сезон Джозеф ни раз не смог финишировать в первой десятке и закончил сезон на 23-м месте. В 2013 году на гонке в Barber Motorsport Park в Алабаме Джозеф впервые финишировал в первой десятке, закончив гонку на девятом месте, а через гонку, на этапе в Сан-Паулу, он сумел финишировать пятым. Ближе к концу сезона на Гран-при Балтимора, Джозеф впервые финиширует на подиуме, заняв второе место в гонке. По итогам сезона он стал 14-м. В сезоне 2014 года Джозеф также несколько раз финишировал в первой десятке и один раз на втором месте в гонке на овале в Айове. Сезон он окончил на 13-м месте.

#### CFH Racing (2015) и Ed Carpenter Racing (2016)
В августе 2014 года было объявлено, что в следующем сезоне Джозеф будет выступать за объединённую команду Эда Карпентера, Сары Фишер и Уинка Хартмана — CFH Racing. В первой гонке сезона в Сент-Питерсберге финиширует на 12-й позиции. Спустя три гонки, на Barber Motorsport Park в Алабаме Джозеф одерживает первую победу в IndyCar. В течение сезона он показывает высокие результаты: одерживает еще одну победу в Торонто, финиширует вторым на овалах в Айове и в Поконо, завоёвывает первую поул-позицию на «Милуокской Миле». Сезон он завершил на 7-м месте.
В 2016 году Фишер и Хартман покинули руководство команды, и Эд Карпентер переименовал её в Ed Carpenter Racing. Джозеф остался выступать за команду Эда Карпентера в сезоне 2016 года. В течение сезона он одержал одну победу на этапе в Айове и несколько раз финишировал на подиуме, в том числе третьим в Инди 500. Однако сезон не обошелся без проблем — на этапе в Техасе он попал в серьезную аварию: на выходе из поворота Конор Дэйли потерял контроль над своей машиной и она столкнулась с машиной Ньюгардена, которая затем два раза столкнулась с барьером. В результате Джозеф сломал ключицу и руку. Однако, две недели спустя он сумел вернуться в гонки и финишировал 8-м на трассе Road America, а спустя еще две недели одержал победу на овале в Айове в доминирующем стиле, лидировав в сумме 282 из 300 кругов и установив рекорд по количеству кругов лидирование в течение одной гонки. По итогам сезона Джозеф стал 4-м, лучше были только гонщики Team Penske. В конце сезона было объявлено, что Джозеф подписал контракт с Team Penske, заменив в её составе Хуан-Пабло Монтойу.

#### Team Penske (2017 — н.в.)

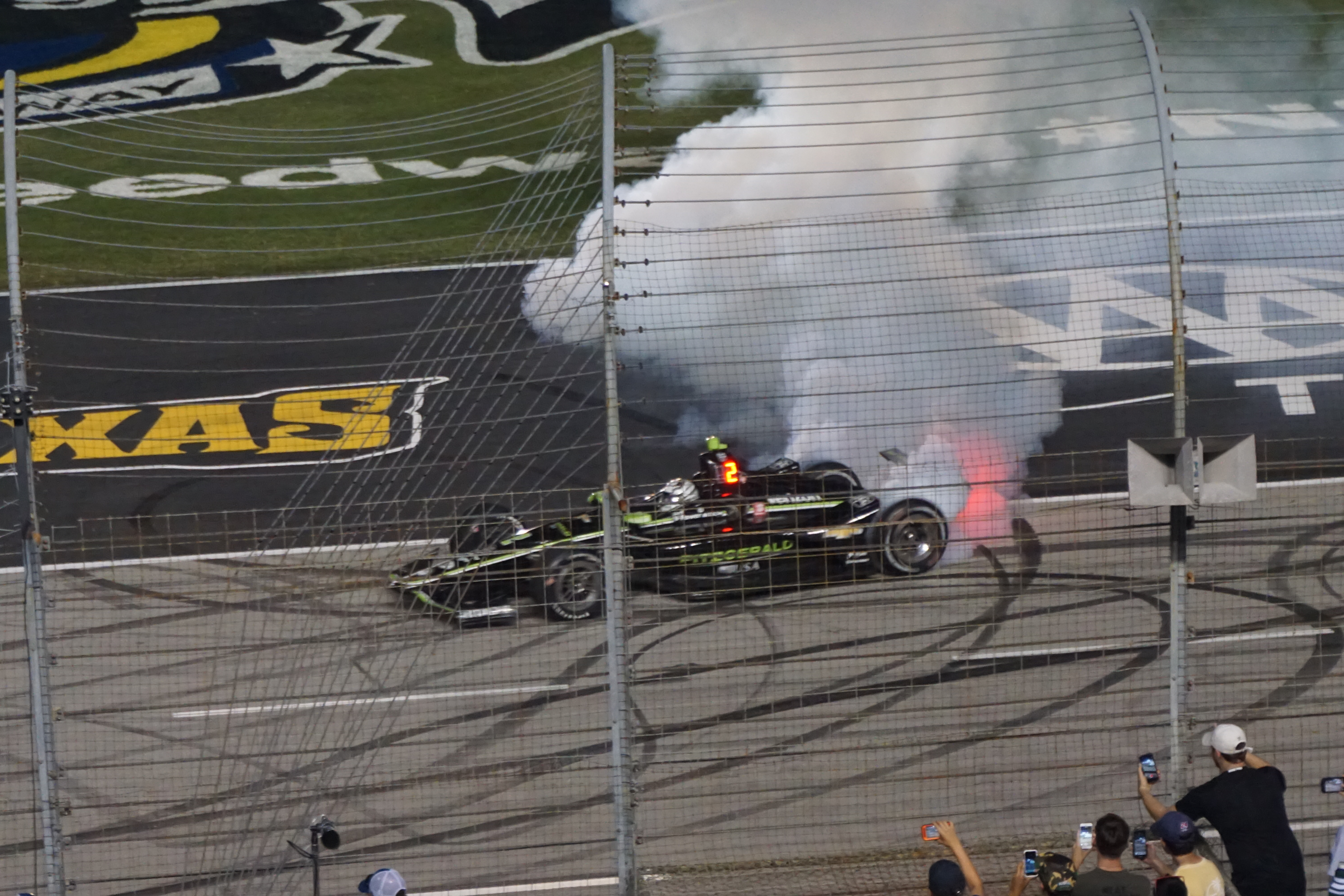
Джозеф празднует победу на Texas Motor Speedway в 2019 году

В сезоне 2017 года Джозеф выиграл первую гонку в составе новой команды уже на третьем этапе в Алабаме. В гонке он стартовал 7-м, совершил ряд обгонов, один из которых, это обгон Скотта Диксона стал ключевым по ходу гонки — у лидировавшего Уилла Пауэра произошел прокол колеса, и в дальнейшем, после волны пит-стопов Дискон и Ньюгарден вышли на второе и первое места, и Джозефу удалось сдержать Скотта в финальном отрезке гонки. После двух побед подряд на этапах в Торонто и на Мид-Огайо, Джозеф впервые в своей карьере в IndyCar возглавил личный зачёт. В дальнейшем, выиграл еще одну гонку на овале Gateway. В борьбе за лидерство в гонке, Джозеф агрессивным маневром обогнал напарника по команде Симона Пажено, чуть не отправив того в барьер. На предпоследнем этапе на Уоткинс-Глене после очередной волны пит-стопов Джозеф на выезде с пит-лейна не удержал машину на трассе, врезался в барьер и лишился шансов на хороший результат в гонке, в то же время его основные соперники в борьбе за титул сократили свое отставание от него: Скотт Диксон до 3 очков, Элио Кастроневес до 22, Симон Пажено до 34 очков. Судьба титула решилась в финальной гонке. В Сономе Джозеф завоевал поул-позицию, а в гонке финишировал на 2-й позиции и стал чемпионом серии, опередив Симона Пажено на 13 очков, который выиграл финальную гонку. Таким образом Джозеф стал первым с 2012 года американцем, выигравшим титул.
В следующем сезоне Джозефу не удалось отстоять титул чемпиона. В течение сезона ему удалось одержать три победы: на овале в Финиксе, выиграл дождевую гонку на Barber Motorsport Park и выиграл гонку на Road America и сезон он завершил лишь 5-м. Новый сезон 2019 года Джозеф начал с победы в Сент-Питерсберге. Затем лидировал в личном зачёте после каждого этапа, кроме 500 миль Индианаполиса, который выиграл напарник по команде Симон Пажено, стартовав с поул-позиции, и который возглавил личный зачет после него и был одним из основных соперников в борьбе за титул. Джозеф выиграл первую гонку на подсыхающей трассе в Детройте, опередив Александра Росси, тоже одного из главных соперников в борьбе за титул, за счёт удачной стратегии, однако во второй гонке не удержал машину и врезался в барьер. Затем победил на овале в Техасе, где вновь в финальном отрезке гонки удержал Росси позади, и победил в отложенной из-за дождя гонке на овале в Айове. На этапе на Мид-Огайо на последнем круге гонки вылетел с трассы, пытаясь обогнать Райана Хантер-Рея. В предпоследней гонке сезона в Портленде финишировал пятым и имел отрыв в 41 очко над Росси и 42 очка над Пажено. В финальной гонке на Лагуна-Сека Джозеф финишировал на 8-й позиции, чего было достаточно для завоевания второго чемпионского титула, он опередил ближайшего преследователя Симона Пажено на 25 очков, который финишировал 4-м, и на 33 очка опередил Росси, который финишировал 6-м.
Сезон 2020 года, начало которого было отложено из-за пандемии COVID-19, стартовал лишь в июне на овале в Техасе, Джозеф начал с того, что завоевал поул-позицию, но в гонке пропустил Скотта Диксона и Симона Пажено и финишировал только 3-м. Затем, в течение сезона выиграл вторую гонку на овале в Айове, вторую гонку на овале Gateway. На предпоследнем этапе сезона на Гран-при урожая, который проходил на дорожной трассе Indianapolis Motor Speedway, выиграл первую гонку и финишировал 4-м во второй, и не позволил Скотту Диксону выиграть титул досрочно, сократил отставание с 72 до 32 очков перед финальной гонкой. Судьба титула решалась в финальной гонке. В финальной квалификации сезона на Гран-при Сент-Питерсберга занял 8-е место, в то время как Скотт Диксон — 11-й. В гонке, которая изобиловала авариями, Джозеф благодаря верной стратегии и безошибочному пилотированию сумел прорваться вперед и одержать победу, однако этого было недостаточно для титула — Диксон тоже сумел прорваться на 3-е место. По итогам сезона Джозеф стал 2-м, проиграв 16 очков Скотту Диксону.
В первой гонке сезона 2021 года в Алабаме Джозеф на первом круге не удержал машину на трассе и устроил массовую аварию. В Сент-Питерсберге финишировал вторым. Во второй гонке на овале в Техасе в упустил победу незадолго до финиша, пропустив вперёд Пато О’Уорда, для которого эта победа стала первой в карьере. Первую поул-позицию в сезоне завоевал перед второй гонкой в Детройте, доминировал в самой гонке, но вновь упустил победу незадолго до финиша, вновь пропустив вперёд Пато О’Уорда. На следующем этапе на Роуд Америка завоевал вторую поул-позицию подряд, лидировал большую часть гонки, однако за два круга до финиша подвела техника — из-за проблем с коробкой передач машина потеряла скорость, и Джозеф финишировал последним. На Мид-Огайо завоевал третью поул-позицию подряд и одержал первую победу в сезоне. Вторую победу в сезоне одержал на овале «Гейтвей», где сражался за победу с Пато О’Уордом. Благодаря победе и сходам конкурентов из Chip Ganassi вышел на третье место в личном зачёте, вернувшись в борьбу за на титул. В следующих гонках в Портленде и на Лагуна Сека квалифицируется в конце второй десятки, но каждый раз прорывается в топ-10 (пятое и седьмое место), однако его соперники в борьбе за титул — Алекс Палоу и Пато О’Уорд финишируют выше него, и перед финальной гонкой Джозеф проигрывал лидеру сезона Палоу 48 очков, и 13 очков О’Уорду. Для победы в сезоне Джозефу требовалось набрать максимум очков за гонку, при условии, что Палоу не финиширует в гонке. Завоевал поул-позицию в Лонг-Бич, финишировал в гонке на второй позиции, в то время как Палоу финишировал четвертым, а О’Уорд — сошёл в гонке. Благодаря сходу О’Уорда Джозеф закончил сезон на второй месте.
В сезоне 2022 года Джозеф одержал первую победу на овале в Техасе, обогнав на последнем круге в последнем повороте напарника по команде Скотта Маклохлина и опередив его на 0,0669 секунды. На следующей гонке в Лонг-Бич одержал вторую победу подряд. В Детройте завоевал поул-позицию, однако в гонке из-за неудачной стратегии финишировал четвёртым. На Роуд Америка одержал победу. За победы на трёх разных типах трасс в одном сезоне получил приз в 1 млн долларов, половину которого Джозеф потратил на благотворительные цели. На овале в Айове в первой гонке одержал победу в доминирующем стиле, лидировал большую часть второй гонки, но из-за технических проблем с машиной потерял над ней контроль и столкнулся со стеной. После аварии потерял сознание в моторхоуме и ударился головой, после этого был госпитализирован. Не смотря на аварию, через неделю принял участие в гонке на дорожной трассе Индианаполиса. Пятую победу в сезоне одержал на овале «Гейтвей». Перед финальной гонкой на Лагуна Сека отставал от лидера чемпионата Уилла Пауэра на 20 очков. Из-за собственной ошибки в квалификации стартовал в последним, в гонке прорвался на вторую позицию. Однако Пауэр после старта с поул-позиции финишировал третьим, и Джозеф не смог отыграть достаточное количество очков, чтобы стать чемпионом. По итогам сезона одержал пять побед и занял второе место проиграв 16 очков, в то время как Пауэр всего с одной победой стал чемпионом.
В сезоне 2023 года впервые одержал победу в гонке «500 миль Индианаполиса».

### Другие гонки
В 2018 и в 2019 годах участвовал в Гонке чемпионов за сборную США, оба раза вместе с Райаном Хантер-Реем в команде.
В 2023 году Ньюгарден принял участие в гонке «24 часа Дейтоны» в классе LMP2 в составе команды Tower Motorsports в экипаже со Скоттом Маклохлином и Киффином Симпсоном. В 2024 году одержал в той же гонке победу в абсолютном зачёте за рулём Porsche 963 команды «Пенске», в составе экипажа были также Фелипе Наср, Дейн Кэмерон и Мэтт Кэмпбелл.

## Личная жизнь
До начала гоночной карьер Джозеф играл в баскетбол и в бейсбол, но и сейчас продолжает заниматься различными видами спорта вне гонок. В 2016 году принял участие в тв-шоу American Ninja Warrior вместе с другими гонщиками IndyCar Series: с Тони Канааном и Элио Кастроневесом.
Является послом благотворительного фонда Serious Fun Children’s Network, который основан актером Полом Ньюманом и который сотрудничает с IndyCar. Каждый год в мае, во время событий 500 миль Индианаполиса, организует благотворительный турнир по пинг-понгу, собранные средства на турнире идут в фонд Serious Fun Children’s Network.
Джозеф является послом бренда Forza Motorsport.
Женат, есть сын.

## Результаты выступлений

### Общая статистика
| Сезон   | Серия                                  | Команда                         | Гонки | Победы | Поулы | Л/Круги | Подиумы | Очки | Место |
| ------- | -------------------------------------- | ------------------------------- | ----- | ------ | ----- | ------- | ------- | ---- | ----- |
| 2006-07 | Skip Barber Southern Regional Series   | Race of Tomorrow LLC            | 12    | 3      | 3     | 5       | 10      | 443  | 2     |
| 2007    | Skip Barber National                   | Race of Tomorrow LLC            | 14    | 2      | 3     | 3       | 4       | 326  | 6     |
| 2007    | Skip Barber Southern Regional Run-Offs | Race of Tomorrow LLC            | 1     | 0      | 0     | 0       | 0       | 0    | НКЛ   |
| 2007-08 | Skip Barber Southern Regional Series   | Race of Tomorrow LLC            | 2     | 0      | 1     | 1       | 1       | 61   | 29    |
| 2008    | Skip Barber National                   | Race of Tomorrow LLC            | 14    | 3      | 6     | 3       | 5       | 372  | 2     |
| 2008    | Formula Ford Ontario Challenge F1600-A | Race of Tomorrow LLC            | 2     | 0      | 0     | 0       | 0       | 0    | НКЛ   |
| 2008    | Skip Barber Eastern Regional Series    | Race of Tomorrow LLC            | 1     | 0      | 0     | 0       | 0       | 0    | НКЛ   |
| 2008    | Skip Barber Mid Western                | Race of Tomorrow LLC            | 1     | 1      | 0     | 1       | 1       | 69   | 35    |
| 2008    | IMSA Lites L1 Presented by Hankook     | Batos Racing                    | 2     | 0      | 1     | 1       | 1       | 16   | 19    |
| 2008    | Formula Ford 1600 Walter Hayes Trophy  | Team USA / Cliff Dempsey Racing | 1     | 0      | 0     | 0       | 0       | 0    | 14    |
| 2008    | Formula Ford Festival — Kent Class     | Team USA / Cliff Dempsey Racing | 1     | 1      | 1     | 1       | 1       | -    | 1     |
| 2009    | Британская Формула-Форд                | JTR                             | 25    | 9      | 4     | 8       | 16      | 550  | 2     |
| 2009    | Formula Ford Festival                  | JTR                             | 1     | 0      | 0     | 0       | 0       | -    | НКЛ   |
| 2009    | Formula Palmer Audi                    | MotorSport Vision               | 3     | 2      | 0     | 0       | 2       | 64   | 18    |
| 2009    | Formula Ford 1600 Walter Hayes Trophy  |                                 | 1     | 0      | 0     | 0       | 0       | 0    | 6     |
| 2010    | GP3                                    | Carlin                          | 15    | 0      | 1     | 0       | 0       | 8    | 18    |
| 2011    | Indy Lights                            | Sam Schmidt Motorsports         | 14    | 5      | 3     | 4       | 10      | 533  | 1     |
| 2012    | IndyCar Series                         | Sarah Fisher Hartman Racing     | 14    | 0      | 0     | 3       | 0       | 200  | 23    |
| 2013    | IndyCar Series                         | Sarah Fisher Hartman Racing     | 19    | 0      | 0     | 0       | 1       | 348  | 14    |
| 2014    | IndyCar Series                         | Sarah Fisher Hartman Racing     | 18    | 0      | 0     | 2       | 1       | 406  | 13    |
| 2015    | IndyCar Series                         | CFH Racing                      | 16    | 2      | 1     | 0       | 4       | 431  | 7     |
| 2016    | IndyCar Series                         | Ed Carpenter Racing             | 16    | 1      | 0     | 3       | 4       | 502  | 4     |
| 2017    | IndyCar Series                         | Team Penske                     | 17    | 4      | 1     | 5       | 9       | 642  | 1     |
| 2018    | IndyCar Series                         | Team Penske                     | 17    | 3      | 4     | 1       | 3       | 560  | 5     |
| 2019    | IndyCar Series                         | Team Penske                     | 17    | 4      | 3     | 4       | 7       | 641  | 1     |
| 2020    | IndyCar Series                         | Team Penske                     | 14    | 4      | 3     | 1       | 6       | 521  | 2     |
| 2021    | IndyCar Series                         | Team Penske                     | 16    | 2      | 4     | 2       | 6       | 511  | 2     |
| 2022    | IndyCar Series                         | Team Penske                     | 17    | 5      | 1     | 3       | 6       | 544  | 2     |
| 2023    | IndyCar Series                         | Team Penske                     | 17    | 4      | 0     | 1       | 5       | 479  | 5     |
| 2024    | IndyCar Series                         | Team Penske                     | 5     | 1      | 1     | 0       | 1       | 122  | 7*    |

* Сезон продолжается

### Indy Lights
| Легенда к таблице | Легенда к таблице            |
| Цвет              | Результат                    |
| ----------------- | ---------------------------- |
| Золотой           | Победитель                   |
| Серебро           | Второе место                 |
| Бронза            | Третье место                 |
| Зелёный           | 4-е и 5-е место              |
| Светло-синий      | 6-е — 10-е место             |
| Тёмно-синие       | Финиш вне Top10              |
| Пурпурный         | Не финишировал               |
| Красный           | Не прошёл квалификацию (НПК) |
| Коричневый        | Снялся с этапа (Wth)         |
| Чёрный            | Дисквалификация (ДК)         |
| Белый             | Не стартовал (НС)            |
| Бесцветный        | Не участвовал (НУ)           |
| Бесцветный        | Не соревновался              |
| Жирный            | Поул-позиция (1 очко)        |
| Курсив            | Прошёл быстрейший круг       |

| Сезон     | Команда                 | 1     | 2     | 3      | 4      | 5     | 6     | 7     | 8     | 9     | 10    | 11    | 12    | 13    | 14    | Место | Очки |
| --------- | ----------------------- | ----- | ----- | ------ | ------ | ----- | ----- | ----- | ----- | ----- | ----- | ----- | ----- | ----- | ----- | ----- | ---- |
| 2011      | Sam Schmidt Motorsports | STP 1 | ALA 6 | LBH 13 | INDY 1 | MIL 2 | IOW 1 | TOR 8 | EDM 2 | EDM 1 | TRO 3 | NHM 1 | BAL 2 | KTY 2 | LVS 9 | 1     | 553  |
| Источник: |                         |       |       |        |        |       |       |       |       |       |       |       |       |       |       |       |      |

### IndyCar Series
| Сезон     | Команда                     | Шасси        | Двигатель | 1      | 2      | 3      | 4      | 5       | 6       | 7      | 8      | 9      | 10     | 11     | 12     | 13     | 14     | 15     | 16     | 17    | 18     | 19     | Место | Очки |
| --------- | --------------------------- | ------------ | --------- | ------ | ------ | ------ | ------ | ------- | ------- | ------ | ------ | ------ | ------ | ------ | ------ | ------ | ------ | ------ | ------ | ----- | ------ | ------ | ----- | ---- |
| 2012      | Sarah Fisher Hartman Racing | Dallara DW12 | Honda     | STP 11 | ALA 17 | LBH 26 | SAO 23 | INDY 25 | DET 15  | TXS 13 | MIL 25 | IOW 19 | TOR 13 | EDM 17 | MDO 12 | SNM 23 | BAL    | FON 16 |        |       |        |        | 23    | 200  |
| 2013      | Sarah Fisher Hartman Racing | Dallara DW12 | Honda     | STP 23 | ALA 9  | LBH 13 | SAO 5  | INDY 28 | DET 7   | DET 16 | TXS 8  | MIL 11 | IOW 15 | POC 5  | TOR 23 | TOR 11 | MDO 23 | SNM 24 | BAL 2  | HOU 5 | HOU 13 | FON 20 | 14    | 348  |
| 2014      | Sarah Fisher Hartman Racing | Dallara DW12 | Honda     | STP 9  | LBH 19 | ALA 8  | IMS 17 | INDY 30 | DET 20  | DET 17 | TXS 11 | HOU 20 | HOU 20 | POC 8  | IOW 2  | TOR 20 | TOR 13 | MDO 12 | MIL 5  | SNM 6 | FON 10 |        | 13    | 406  |
| 2015      | CFH Racing                  | Dallara DW12 | Chevrolet | STP 12 | NLA 9  | LBH 7  | ALA 1  | IMS 20  | INDY 9  | DET 8  | DET 21 | TXS 21 | TOR 1  | FON 21 | MIL 5  | IOW 2  | MDO 13 | POC 2  | SNM 21 |       |        |        | 7     | 431  |
| 2016      | Ed Carpenter Racing         | Dallara DW12 | Chevrolet | STP 22 | PHX 6  | LBH 10 | ALA 3  | IMS 21  | INDY 3  | DET 14 | DET 4  | ROA 8  | IOW 1  | TOR 22 | MDO 10 | POC 4  | TXS 22 | WGL 2  | SNM 6  |       |        |        | 4     | 502  |
| 2017      | Team Penske                 | Dallara DW12 | Chevrolet | STP 8  | LBH 3  | ALA 1  | PHX 9  | IMS 11  | INDY 19 | DET 4  | DET 2  | TXS 13 | ROA 2  | IOW 6  | TOR 1  | MDO 1  | POC 2  | GTW 1  | WGL 18 | SNM 2 |        |        | 1     | 642  |
| 2018      | Team Penske                 | Dallara DW12 | Chevrolet | STP 7  | PHX 1  | LBH 7  | ALA 1  | IMS 11  | INDY 8  | DET 9  | DET 15 | TXS 13 | ROA 1  | IOW 4  | TOR 9  | MDO 4  | POC 5  | GTW 7  | POR 10 | SNM 8 |        |        | 5     | 560  |
| 2019      | Team Penske                 | Dallara DW12 | Chevrolet | STP 1  | COA 2  | ALA 4  | LBH 2  | IMS 15  | INDY 4  | DET 1  | DET 19 | TXS 1  | ROA 3  | TOR 4  | IOW 1  | MDO 14 | POC 5  | GTW 7  | POR 5  | LAG 9 |        |        | 1     | 641  |
| 2020      | Team Penske                 | Dallara DW12 | Chevrolet | TXS 3  | IMS 7  | ROA 14 | ROA 9  | IOW 5   | IOW 1   | INDY 5 | GTW 12 | GTW 1  | MDO 2  | MDO 8  | IMS 1  | IMS 4  | STP 1  |        |        |       |        |        | 2     | 521  |
| 2021      | Team Penske                 | Dallara DW12 | Chevrolet | ALA 23 | STP 2  | TXS 6  | TXS 2  | IMS 4   | INDY 12 | DET 10 | DET 2  | ROA 21 | MDO 1  | NSH 10 | IMS 8  | GTW 1  | POR 5  | LAG 7  | LBH 2  |       |        |        | 2     | 511  |
| 2022      | Team Penske                 | Dallara DW12 | Chevrolet | STP 16 | TXS 1  | LBH 1  | ALA 14 | IMS 25  | INDY 13 | DET 4  | ROA 1  | MDO 7  | TOR 10 | IOW 1  | IOW 24 | IMS 5  | NSH 6  | GTW 1  | POR 8  | LAG 2 |        |        | 2     | 544  |
| Источник: |                             |              |           |        |        |        |        |         |         |        |        |        |        |        |        |        |        |        |        |       |        |        |       |      |

### 500 миль Индианаполиса
| Год  | Команда                     | Шасси         | Двигатель | Старт | Финиш |
| ---- | --------------------------- | ------------- | --------- | ----- | ----- |
| 2012 | Sarah Fisher Hartman Racing | Dallara DW 12 | Honda     | 7     | 25    |
| 2013 | Sarah Fisher Hartman Racing | Dallara DW 12 | Honda     | 25    | 28    |
| 2014 | Sarah Fisher Hartman Racing | Dallara DW 12 | Honda     | 8     | 30    |
| 2015 | CFH Racing                  | Dallara DW 12 | Chevrolet | 9     | 9     |
| 2016 | Ed Carpenter Racing         | Dallara DW 12 | Chevrolet | 2     | 3     |
| 2017 | Team Penske                 | Dallara DW 12 | Chevrolet | 22    | 19    |
| 2018 | Team Penske                 | Dallara DW 12 | Chevrolet | 4     | 8     |
| 2019 | Team Penske                 | Dallara DW 12 | Chevrolet | 8     | 4     |
| 2020 | Team Penske                 | Dallara DW 12 | Chevrolet | 13    | 5     |
| 2021 | Team Penske                 | Dallara DW 12 | Chevrolet | 21    | 12    |
| 2022 | Team Penske                 | Dallara DW 12 | Chevrolet | 14    | 13    |
| 2023 | Team Penske                 | Dallara DW 12 | Chevrolet | 17    | 1     |
| 2024 | Team Penske                 | Dallara DW 12 | Chevrolet | 3     | 1     |